# Barnabé Louis de Briges
Barnabé Louis Gabriel Charles Malbec Montjoc, comte de Briges est un homme politique français né le 4 mars 1784 à Paris et décédé le 17 avril 1857 à Paris.

## Biographie
Fils de Christophe-Joseph Malbec Montjoc, comte de Briges, premier écuyer commandant la Grande Écurie du Roi et Rose-Jacqueline d’Osmond, il vit à Versailles, puis suit sa famille en émigration en 1790, passant sa scolarité au collège militaire de Soleure en Suisse. Rentré en France en 1797, il reste en dehors des affaires publiques jusqu'en 1814, il prend le parti de la Restauration et tente de résister au retour de Napoléon, lors des Cent-Jours. Il est député de la Lozère de 1815 à 1816, siégeant dans la majorité de la Chambre introuvable.
Il est l'époux de Marie-Barbe de Longaunay, mariage le 8 juillet 1816 à Baudres, (Indre), il habite à son mariage et à la naissance de son fils aîné le château de Condres, commune de Saint-Bonnet-de-Montauroux.
Il est le commanditaire du photographe Gustave Le Gray, à sa mort, ses deux fils prendront la succession.

## Sources
- « Barnabé Louis de Briges », dans Adolphe Robert et Gaston Cougny, Dictionnaire des parlementaires français, Edgar Bourloton, 1889-1891 [détail de l’édition]